# Liste der Bischöfe von Croydon
Die Liste der Bischöfe von Croydon stellt die bischöflichen Titelträger der Church of England, der Diözese von Southwark, in der Province of Canterbury dar.
| Liste der Bischöfe von Croydon | Liste der Bischöfe von Croydon | Liste der Bischöfe von Croydon | Liste der Bischöfe von Croydon              |
| Von                            | Bis                            | Name                           | Anmerkungen                                 |
| ------------------------------ | ------------------------------ | ------------------------------ | ------------------------------------------- |
| 1904                           | 1924                           | Henry Pereira                  |                                             |
| 1924                           | 1930                           | nicht besetzt                  | nicht besetzt                               |
| 1930                           | 1937                           | Edward Woods                   | danach Bischof von Lichfield                |
| 1937                           | 1942                           | William Louis Anderson         | danach Bischof von Portsmouth und Salisbury |
| 1942                           | 1947                           | Maurice Harland                | danach Bischof von Lincoln und Durham       |
| 1947                           | 1956                           | Cuthbert Bardsley              | danach Bischof von Coventry                 |
| 1957                           | 1977                           | John Hughes                    |                                             |
| 1977                           | 1985                           | Stuart Snell                   |                                             |
| 1985                           | 2003                           | Wilfred Wood                   |                                             |
| 2003                           | 2011                           | Nicholas Baines                | danach Bischof von Bradford                 |
| 2012                           | 2022                           | Jonathan Clark                 |                                             |
| 2022                           | Gegenwart                      | Rosemarie Mallett              |                                             |